# Eulepidotis primulina
Eulepidotis primulina là một loài bướm đêm trong họ Erebidae.